# Said Legue
 (janvier 2019).
Si vous disposez d'ouvrages ou d'articles de référence ou si vous connaissez des sites web de qualité traitant du thème abordé ici, merci de compléter l'article en donnant les références utiles à sa vérifiabilité et en les liant à la section « Notes et références ».
Said Legue (en arabe: سايد ليجو; né le 4 mai 1982 à Gothenburg en Suède), est un acteur et scénariste suédois.

## Filmographie

### Cinéma
- 2005 : Sista bussen (sv) : ?
- 2006 : Ditt Land Mitt Land : Mohamed
- 2006 : Moment of Clarity : English seller
- 2008 : Morgan Pålsson - världsreporter : AL Benan
- 2009 : Happ : Martin
- 2011 : Happy End (sv) : Jamal
- 2012 : Nobels testamente (sv) : Osman
- 2012 : Prime Time (sv) : Police
- 2012 : Hamilton – Men inte om det gäller din dotter (sv) : Suleiman Al-Obeid
- 2014 : Malik : Samir
- 2014 : Vaskduellen : President Barack Obama
- 2015 : Opus of an Angel : Amano
- 2015 : Theatre of Hate : ?

### Télévision

#### Séries télévisées
- 2004 : Kniven i hjärtat : Chico
- 2004 : Häktet : Jail
- 2005 : En fråga om liv och död (sv) : Zino
- 2008 : Gisslan: Karim
- 2009 : Johan Falk: Dani
- 2011 : Bron : Mourad
- 2011 : Bron (The Bridge) (série télévisée) : Navid (Saison 1)
- 2014 : Ettor och nollor (sv) : Azad
- 2020 : Kalifat : ?

## Théâtre
- 2006 : Folkteatern i Göteborg
- 2007 : Göteborgs Stadsteater
- 2008 : Teater Galeasen